# Superintendência do Desenvolvimento do Vale do Paraíba do Sul
Superintendência do Desenvolvimento do Vale do Paraíba do Sul (SUDEVAP), criada a partir de um projeto de lei de 1977 cuja função era a recuperação econômica e social da bacia do rio Paraíba do Sul, mas sua atuação se restringia ao norte paulista, sul do Rio de Janeiro e sudeste mineiro. A ideia tem origem a partir de um grupo de trabalho formado por prefeitos paulistas em 1967.
A SUDEVAP seria uma autarquia vinculada ao Ministério do Interior com atuação na Bacia do Rio Paraíba do Sul e com a real finalidade de racionalizar e dinamizar o desenvolvimento no Vale do Paraíba ante o progresso industrial da região e a falta de investimentos, principalmente em relação ao saneamento básico. Alguns autores dão a entender que esta superintendência não passou de um projeto.